# Parallel Universe
Parllel Universe är en låt av det amerikanska rockbandet Red Hot Chili Peppers som släpptes på albumet Californication. Låten var den sjätte och slutgiltiga singeln från albumet och släpptes som radiosingel 24 mars 2001 utan någon musikvideo. Arbetstiteln för låten var "Universe" tills låten fick sin slutgiltiga titel. Låten har blivit återkommande i bandets setlistor vid livespelningar. Låten finns även med på bandets samlingsalbum Greatest Hits.

## Text
Texten som av många uppfattas som tvetydig behandlar Anthony Kiedis vid tidpunkten nya syn på livet och behandlar såväl spirituella som filosofiska teman. Exempel på detta är textraden "You can die but you're never dead". I refrängen nämns två typer av ormar, nämligen "Sidewinder" och "California King", detta har av vissa tolkats som en metafor för dels fara och opålitlighet och dels som hans personliga framgång som musikexport.

## Mottagande
Låten placerade sig som nummer 37 på Billboards alterantiva lista och blev certifierad med guld av Recording Industry Association of America.